# يوكو تاناكا (ممثلة)
يوكو تاناكا (باليابانية: 田中裕子) هي ممثلة يابانية، ولدت في 29 نيسان/أبريل 1955 في اليابان.

## الأعمال

### أفلام
| السنة | العنوان                | الدور               |
| ----- | ---------------------- | ------------------- |
| 1997  | الأميرة مونونوكي       | السيدة إيبوشي (صوت) |
| 2006  | حكايات من أراضي البحار | كوب (صوت)           |
| 2023  | وحش                    | فوشيمي              |

### مسلسلات
| السنة     | العنوان          | الدور          |
| --------- | ---------------- | -------------- |
| 1979      | صاحب الظل الطويل | جودي (صوت)     |
| 1983–1984 | أوشين            | أوشين          |
| 2010      | أمي              | هانا موتشيزوكي |

## الجوائز
- وسام بشريط أرجواني (2010)[5]
- جائزة كينويو تاناكا (2021)[6]

## روابط خارجية
- يوكو تاناكا على موقع IMDb (الإنجليزية)
- يوكو تاناكا على موقع ألو سيني (الفرنسية)
- يوكو تاناكا على موقع ميوزك برينز (الإنجليزية)
- يوكو تاناكا على موقع أول موفي (الإنجليزية)
- يوكو تاناكا على موقع قاعدة بيانات الأفلام السويدية (السويدية)
- يوكو تاناكا على موقع قاعدة بيانات الفيلم (الإنجليزية)
- يوكو تاناكا على موقع كينوبويسك (الروسية)